# Highsexual
Highsexual é o termo que vem sendo usado a heterossexuais que tem relação sexual com pessoas do mesmo sexo ao usar maconha. Esse termo encontra-se no dicionário Urban Dictionary, desde o ano de 2009.

## Origem no Brasil
Esse termo passou a ser conhecido no Brasil, através de uma postagem no Reddit, em 2015. Esse termo foi reportado pelo Queerty, depois de uma publicação feita por um dos usuarios do Reddit, publicação essa que ganhou varios comentários e depoimentos. Esse relato vem sendo dado por homens usuários de cannabis, que se sentem atraídos por outros homens somente quando usam a substância, ainda não há relatos de mulheres.
“Eu me sinto muito atraído por meninas e não tanto quanto a homens quando estou sóbrio. Mas quando eu estou chapado, eu só sinto atração por homens, apenas curiosidade, não que realmente me incomode, desde que eu ainda esteja atraído por meninas, mas às vezes me sinto estranhamente atraído por amigos do sexo masculino. Meu círculo chama isto de Highsexualism”. descreveu um dos rapazes que se considera highsexual.

### Definição no dicionário Urban Dictionary
"highsexual
the sudden reversal of one's sexual orientation after smoking marijuana.
"Daniel is usually as straight as they come, but when he's baked he turns really gay. He's really highsexual."
"Eric and Phil started saying some really gay things last night, they're raging highsexuals" by friedkabob1225 July 9, 2009"
Em português:
"Uma condição em que você é heterossexual, mas quando fica chapado ou bêbado você age como homossexual
Garoto 1: Cara, sua irmã ficou muito esquisita com a melhor amiga dela ontem à noite.
Garoto 2: É, eu vi, ela estava chapada.
Garoto 1: Ah! Ela é Highsexual!"

## Análise
Muitos desses relatos também consiste na não aceitação da homossexualidade ou bissexualidade de pessoas que se identificam como heterossexuais, no sexo masculino.